# Anatololacerta anatolica
Anatololacerta anatolica är en ödleart som beskrevs av  Franz Werner 1902. Anatololacerta anatolica ingår i släktet Anatololacerta och familjen lacertider.
Artens finns i västra Anatolien i regionen norr om Menderesfloden i Turkiet och på den grekiska ön Samos. Den förekommer från havsnivå upp till 1600 meter över havet. Den lever i steniga områden i öppen och mediterran skog.
Den kan även förekomma i degraderad skog som har betats av nötkreatur. Honan lägger tre till åtta ägg.
Denna ödla blir cirka 24 cm lång, inklusive en ungefär 7 cm lång svans. Kroppens grundfärg är grå till brun och på den förekommer många små fläckar i olika färg. De flesta individerna har två ljusa längsgående strimmor på ryggen. I motsats till Anatololacerta pelasgiana kan det finnas en eller flera klaff i strimmorna. Strupen har hos ungdjur en vit färg. Hos vuxna djur kan strupen vara vit, orange eller röd.

## Underarter
Arten delas in i följande underarter:
- A. a. aegaea
- A. a. anatolica